# 白沙坡站
白沙坡站位于中华人民共和国云南省曲靖市沾益区白水镇与西平街道交界处，建于1970年，是盘西铁路上的一个铁路车站，现办理客货运业务，车站及其上下行区间均已电气化。车站距离沾益站15公里，隶属中国铁路昆明局集团曲靖车务段，是四等站。